# Göteborgs synagoga

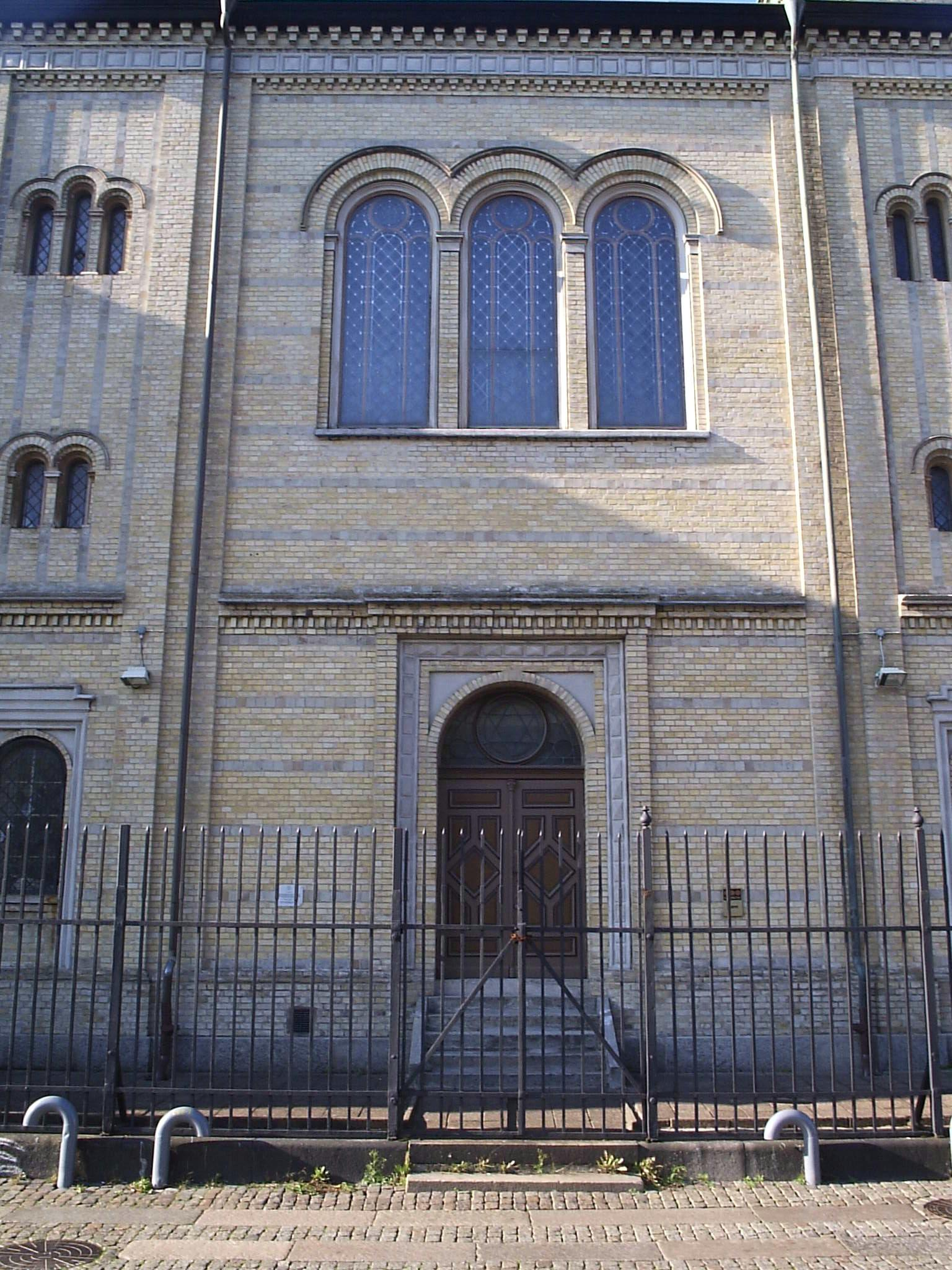
Synagogans främre fasad mot Stora Nygatan.

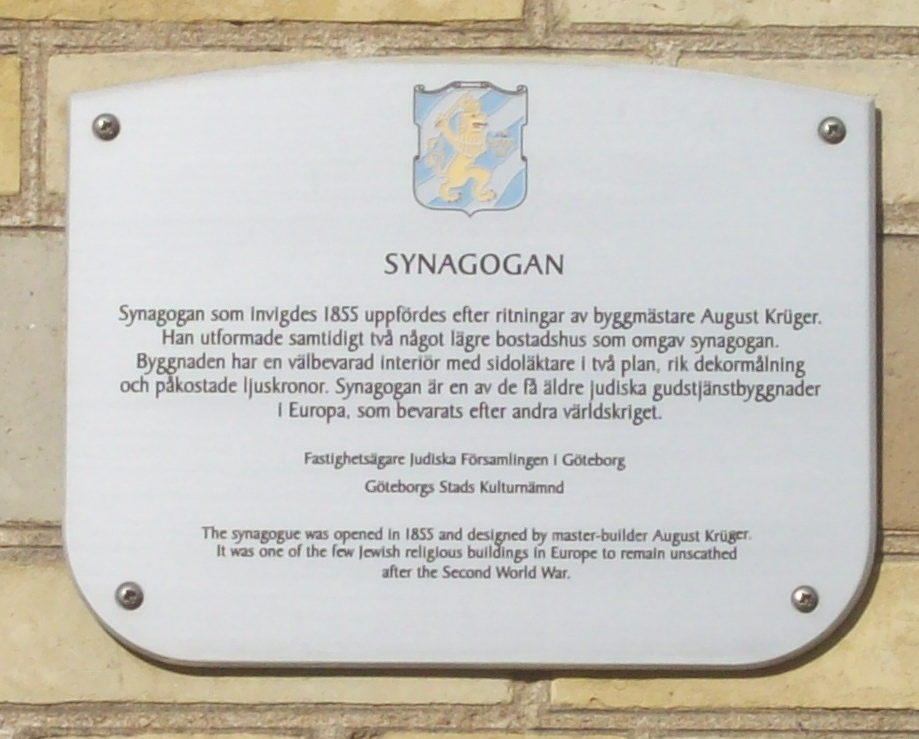
Informationsplakett uppsatt som en del av Göteborgs stads kulturnämnds "Projekt Husmärkning" under åren 2000–2001 med drygt hundra skyltar på några av stadens utmärkta hus.

Göteborgs synagoga tillhör Judiska församlingen i Göteborg. Den ligger i stadsdelen Inom Vallgraven i Göteborgs kommun.

## Historia
Den första synagogan i Göteborg byggdes i slutet av 1700-talet och var ett trähus på Drottninggatan, vilket brann ner 1802. Nästa synagoga låg på Kyrkogatan 44 och invigdes 1808, men var fallfärdig kring 1800-talets mitt. Dagens synagoga stod färdig den 12 oktober 1855 och är den tredje som byggts i staden.
Den judiska kyrkogården invigdes år 1790 och utvidgades 1817, då gravkapellet anlades. Den förste kantorn vid synagogan i Göteborg var Gabriel Schlesinger, som tidigare arbetat vid Marstrands synagoga. År 1838 tillsatte församlingen sin förste rabbin.

## Arkitektur
Synagogan har 300 platser och är byggd efter den tyske arkitekten August Krügers ritningar. Den blev byggnadsminne 2 juli 1999.

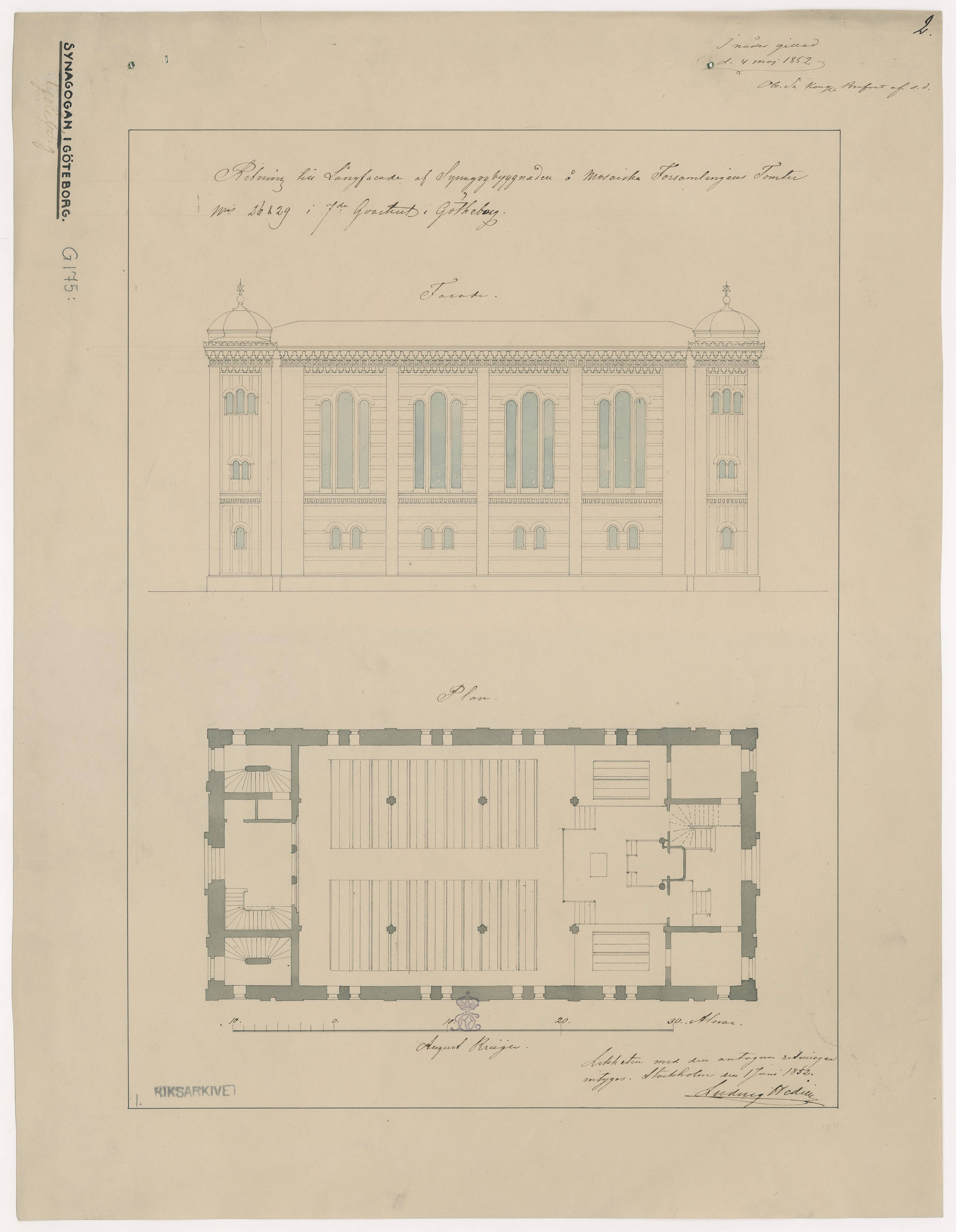
Synagogans sidofasad och plan i August Krügers ritning.

Byggnaden består av ett rektangulärt rum med plant innertak och rundbågade fönster med spröjsar i bly. Lokalen, som går i brunt och guld har en plattform längst fram, biman, med en pulpet för läsning ur Torarullarna. På biman står också en ambo. Bakom pulpeten finns arken där Torarullarna och andra pergamentsrullar förvaras bakom en blågrön förlåt. På biman står också två stora nioarmade ljusstakar. Nedanför är församlingens bänkkvarter försedda med skåp och lådor. Platserna är numrerade och var i alla fall tidigare personliga. Längs sidoväggarna finns läktare i två våningar för kvinnorna och längst bak i synagogan en orgelläktare. Utsmyckningarna består av geometriska mönster; skulpturer och liknande avbildningar saknas.

## Orgel
År 1854 byggde firman Marcussen & Søn en mekanisk 13-stämmig piporgel med ljudande fasad. Samtliga stämmor utom pedalens Subbas 16’ och Principal 8’ är placerade på samma väderlåda. På 1930-talet utökade Hammarbergs Orgelbyggeri AB orgeln till sexton stämmor, då en 2:a manual byggdes till och orgeln pneumatiserades. På 1980-talet återställde orgelbyggare Herwin Troje, Göteborg, ursprunglig mekanik och disposition.

### Disposition
| Huvudverk C-f³          | Öververk C-f³                | Pedal C-d¹                     | Koppel        |
| Bordun 16 fuß           | Gedackt 8 fußton             | Subbas 16 fuß                  | Manual II/I   |
| Principal 8 fuß (fasad) | Viola di gamba 8 fuß (fasad) | Gedackt 16 fuß (transm. I)     | (skjutkoppel) |
| Rohrflöt 8 fußton       | Flöte 4 fußton               | Principal 8 fuß                |               |
| Octave 4 fuß            |                              | Gedackt 8 fußton (transm. I)   |               |
| Quinte 2 2/3 fuß        |                              | Violoncello 8 fuß (transm. II) |               |
| Superoctave 2 fuß       | Calcanten                    | Fagott 16 fuß                  |               |
| Trompet 8 fuß           | Glocke                       | Trompete 8 fuß (transm. I)     |               |